# Rémi Laureillard
Rémi Laureillard, né le 23 octobre 1938, prénommé d'après le héros du roman Sans famille d'Hector Malot, est un écrivain français, romancier, auteur dramatique, librettiste et auteur de littérature de jeunesse.
Critique littéraire à l'Express et à la Quinzaine littéraire, il publie dès 1960 un premier roman, Hiclem, aux éditions Gallimard. Germaniste, lecteur pour la même maison d'édition, il traduit des livres d'auteurs allemands comme Joseph von Eichendorff (Scènes de la vie d'un propre-à-rien et La statue de marbre, dans Romantiques allemands, vol. 2, Pléiade, 1979) ou Günter Kunert (Au nom des chapeaux), et des romans pour la jeunesse d'Erich Kästner (Le petit homme), de  Helme Heine (Le Mariage de Cochonnet) et de Gudrun Mebs (L'enfant du dimanche). Il publie aussi deux anthologies, Le tailleur d'Ulm (contes, récits et poèmes traduits de l'allemand) (Gallimard,1981) et L'Allemagne en poésie (Gallimard, 1982). Il  traduit de l'allemand divers ouvrages d'histoire, de philosophie ou de psychologie, parmi lesquels L'homme et l'animal : essai de psychologie comparée de F. J. J. Buytendijk, Les mouvements fascistes : l'Europe de 1919 à 1945 de Ernst Nolte (1969), De Hegel à Nietzsche de Karl Löwith (1969), L'archéologie de la sexualité de Paul Frischauer (1969). Par ailleurs, il a traduit de l'anglais Le Démon de Socrate, essais et discours d'Arthur Koestler (1970).
Il est également l'auteur du roman La statue de marbre, ainsi que de trois romans de fantasy pour la jeunesse, dont les personnages sont un nain, un géant, une fée et des animaux parlants : Fred le nain et Maho le géant (1978), Une fée sans baguette (1979) et Les terribles Zerlus (1986). Il se lance dans l'écriture du livret de nombreux opéras pour enfants comme Moi, Ulysse (1984), Lascaux : la grotte aux enfants (1990), Trois bateaux pour nulle part (1990), Idriss ou la fête interrompue (1992), Jongleurs dans la jungle (1993), L'opéra de chiffon (1994), Atchafalaya (2008), en collaborant le plus souvent avec la compositrice Isabelle Aboulker. Il réalise avec le compositeur Alain Margoni un opéra sur neige, Pierrot ou les secrets de la nuit (1993), d'après un conte de Michel Tournier, et L'Ile des Guanahanis, une narration musicale  pour comédien, chœur et orchestre. Il est également l'auteur de deux opéras comiques, Monsieur de Balzac fait son théâtre (1999) et Un renard à l'opéra (2004), et de deux pièces de théâtre, Gaspard ou la mécanique céleste (1992) et Sade en été (1995).

## Œuvres
- Hiclem, Gallimard, 1960 (roman)
- La statue de marbre, inédit, 1973 (roman)
- Fred le nain et Maho le géant, Gallimard, 1978 (roman jeunesse)
- Une fée sans baguette, Gallimard, 1979 (roman jeunesse)
- Moi, Ulysse, 1984 (opéra pour enfants, musique d'Isabelle Aboulker)
- Les terribles Zerlus, Gallimard, 1986 (roman jeunesse)
- Lascaux : la grotte aux enfants, Gérard Billaudot, 1990 (opéra pour enfants, musique d'Isabelle Aboulker)
- Trois bateaux pour nulle part, Gérard Billaudot, 1990 (opéra pour enfants, musique d'Isabelle Aboulker)
- Pierrot ou les secrets de la nuit, BLN Productions, 1990 (opéra sur neige, musique d'Alain Margoni)
- L'Ile des Guanahanis, 1992 (narration musicale, musique d'Alain Margoni)
- Idriss ou la fête interrompue, Gérard Billaudot, 1992 (opéra pour enfants, musique d'Isabelle Aboulker)
- Gaspard ou la mécanique céleste,Théâtre de Beauvais, 1992 (pièce de théâtre)
- Jongleurs dans la jungle, Delatour, 1993 (opéra pour enfants, musique d'Isabelle Aboulker)
- L'opéra de chiffon, Delatour, 1994 (opéra pour enfants, musique d'Isabelle Aboulker)
- Sade en été, Théâtre des Célestins (Lyon), 1995 (pièce de théâtre)
- Monsieur de Balzac fait son théâtre, Notissimo, 1999 (opéra comique, musique d'Isabelle Aboulker)
- Un renard à l'opéra, Notissimo, 2004 (opéra comique, musique d'Isabelle Aboulker)
- Atchafalaya, Delatour, 2008 (opéra pour enfants, musique d'Isabelle Aboulker)

## Traductions
De l'allemand :
- L'homme et l'animal : essai de psychologie comparée de Frederick Jakobus Johannes Buytendijk, Gallimard, 1965
- Le petit homme d'Erich Kästner, Gallimard, 1966, rééd. 1979
- La médecine psychosomatique de Thure von Uexküll, Gallimard, 1966
- Marx de Werner Blumenberg, Gallimard, 1967
- Les mouvements fascistes : l'Europe de 1919 à 1945 d'Ernst Nolte, Calmann-Lévy, 1969 ; rééd. Tallandier, 2015
- De Hegel à Nietzsche de Karl Löwith, Gallimard, 1969
- L'archéologie de la sexualité de Paul Frischauer, Stock, 1969, rééd. sous le titre La Sexualité dans l'Antiquité, Marabout, 1974
- Au nom des chapeaux de Günter Kunert, Gallimard, 1970
- Scènes de la vie d'un propre-à-rien et La statue de marbre de Joseph von Eichendorff, Romantiques allemands, vol. 2, Gallimard, Bibliothèque de la Pléiade, 1979 (le premier texte a été réédité avec une préface et des notes d'Yvon Girard, Gallimard, 1994 ; le deuxième avec une préface de Marie-Claire Hoock-Demarle, Sillage, 2005)
- Le Mariage de Cochonnet de Helme Heine, Gallimard, 1979
- Le Tailleur d'Ulm, Gallimard, 1981 (anthologie)
- L'Allemagne en poésie, Gallimard, 1982 (anthologie)
- La Fille du Calife d'Ulrich Kiesow, Gallimard, 1985
- L'Auberge du Sanglier Noir de Michaël Hoffman, Gallimard, 1985
- L'enfant du dimanche de Gudrun Mebs, Gallimard, 1986
- Je sais où est la clef de Gudrun Mebs, Gallimard, 1987
- Cinq histoires de tendresse et d'amitié de Helme Heine, Gallimard, 1987

De l'anglais :
- Le Démon de Socrate d'Arthur Koestler, Calmann-Lévy, 1970